# Винер, Меир (историк)
Меир Винер (нем. Meir Wiener, 1819—1880) — германский педагог и еврейский историк из Ганновера, где состоял заведующим местного религиозного училища.

## Труды
Перевёл на немецкий язык еврейские летописи:
- «Schebeth Jehudah» Соломона ибн-Верга (Ганновер, 1855; перепечатано в Варшаве в 1882 г.),
- «Emek ha-Bacha» Иосифа га-Когена с биографией автора и списком его сочинений (Лейпциг, 1858)[2].

Сделал первую попытку издания регест по истории евреев в Германии (Regesten zur Geschichte der Juden in Deutschland während des Mittelalters, Ганновер, 1852); книга вызвала неблагоприятный отзыв историка Штоббе: перепечатка материалов из общих сборников регест, без критического их изучения.
Автор многих статей в «Monatsschrift» (II—ХVII), из которых выделялись:
- Geschichte der Juden in der Stadt u. Diocese Speyer (Monatsschrift, 1863);
- Geschichte der Juden in Hannover, vorzugsweise im 16 J. (ib., 1861).

Кроме того, публиковался в «Jahrbuch für Gesch. d. Juden u. d. Judentums» (I, Лейпциг, 1860), в «Jüdisches Literaturblatt»; «Ben-Chananjah», «Allgemeine Zeitung d.-Judentums», «Zeitschrift d. historischen Vereins f. Niedersachsen», «Magazins für die Wissenschaft des Judentums» Берлинера и «Hannoversches Magazin» и других журналах по истории евреев, преимущественно разных общин в Германии и Австрии.